# Aylen (Wüstung)
Aylen (auch Äulen) war eine mutmaßlich mittelalterliche Kleinsiedlung auf der Gemarkung von Winterbach, einer Gemeinde im baden-württembergischen Rems-Murr-Kreis. Über die Geschichte der Siedlung ist nichts bekannt; Archivalien sind nicht vorhanden.

## Lage
Die mutmaßlich ehemalige Hofstelle befindet sich im Gewann Äulen, nördlich von Winterbach und jenseits der Rems. Nach Heimatforscher Eugen Bellon könnte der Hof östlich der Oberen Bernhardsäcker in den Kleinparzellen 2479 bis 2486 gelegen haben. Mit der Flurbereinigung sind diese Parzellen verschwunden.

## Geschichte
Das Wissen um eine Siedlung nördlich der Rems ging in Winterbach wohl nie ganz verloren. Dafür spricht die mündlichen Überlieferung, dass das ursprüngliche Alt-Winterbach nördlich der Rems gelegen habe. Eugen Bellon vermutet nach Kartenbild, Gelände und Flurnamen eine mittelalterliche Hofstelle. Wahrscheinlich geht der Flurname auf den Personennamen Ehle zurück.